# Rivulus siegfriedi
Rivulus siegfriedi är en fiskart som beskrevs av Bussing, 1980. Rivulus siegfriedi ingår i släktet Rivulus och familjen Rivulidae. Inga underarter finns listade i Catalogue of Life.